# Éric Dubuc
 (février 2023).
Éric Dubuc (né le 4 juillet 1961 à Paris et mort le 10 septembre 1986 à Bois-le-Roi) est un peintre et dessinateur français.

## Biographie
Éric Jacques Patrick Dubuc naît le 4 juillet 1961 à Paris, d'un père français et d'une mère allemande. Il passe une partie de son enfance à Mannheim-Sandhofen (Allemagne), puis à Paris. Il passe sa scolarité à l'école Rudolf Steiner de Verrières-le-Buisson, puis au Lycée Arago à Paris. Il passe le concours d'entrée aux Beaux-Arts de Paris qu'il quitte rapidement pour se consacrer totalement au dessin, à la peinture et à la sculpture. Il commence dès l'enfance à dessiner et à sculpter, et lit très tôt Lautréamont et Dostoïevski. À 18 ans, il entre à l'École nationale supérieure des beaux-arts, mais n'y reste qu'une année, préférant voyager et travailler de manière indépendante.
En 1985, il participe au Salon de la Jeune Peinture avec « L'Accident », puis réalise l'année suivante son tableau majeur, « Autoportrait au bar ». En 1986, le tableau « Autoportrait au bar » est acheté par le Fonds national d'art contemporain.
Entre 1981 et 1986, Éric Dubuc effectue de nombreux voyages en solitaire, notamment en Inde, au Népal, en Afrique de l'Est et en Centrafrique. Il y contracte un paludisme qui affecte sa santé durablement, mais continue à produire dessins, encres et gouaches dans un atelier situé rue des Gobelins à Paris,.
Il meurt à l'âge de 25 ans le 10 septembre 1986 à Bois-le-Roi. Il est enterré dans le village d'Ymeray, en Eure-et-Loir. Sa sœur Cécile, à laquelle il était très proche, a joué un rôle actif dans la préservation de son œuvre, en contribuant à la constitution des archives, en réalisant certaines photographies et en facilitant des donations muséales.

## Œuvre et style artistique
L'œuvre d'Éric Dubuc se distingue par une approche réaliste, souvent teintée d'humour noir, de grotesque et d'un souci quasi chirurgical du détail. Il inscrit sa pratique dans la lignée de la Nouvelle Objectivité allemande, un mouvement artistique des années 1920–1930 qui inspire profondément sa représentation critique du quotidien urbain.
Ses peintures capturent une foule de solitudes : des visages anonymes dans le métro, des clients dans des cafés populaires, des individus en garde à vue ou absorbés dans un autoportrait méditatif. Trois cycles dominent son œuvre : « Accidents de voiture », « Métro » et « Bars ». Chacun d'eux exprime une tension entre l'individu et l'environnement social, toujours avec une composition rigoureuse.
Le fil rouge de son travail reste toutefois l'autoportrait. Dans « Autoportrait au bar » (1985), acquis par le Fonds national d'art contemporain, Dubuc se représente au milieu d'un bistrot parisien bruyant, entouré de personnages croqués avec expressivité, en écho aux œuvres de Beckmann ou Grosz.
Son dernier tableau, « Autoportrait de profil » (1986), illustre un retrait silencieux du monde, l'artiste se plaçant de côté, le regard fuyant, dans un intérieur saturé de détails biographiques et symboliques.

## Influences et références culturelles
La culture littéraire et artistique d'Éric Dubuc occupe une place essentielle dans son parcours créatif. Grand lecteur dès l'adolescence, il se passionne pour Lautréamont, Dostoïevski et Kafka, dont il relit régulièrement les textes, ainsi que pour Musil, Beckett, Joyce et Faulkner. Ces références nourrissent une œuvre imprégnée de mélancolie, de solitude et d'introspection.
Sur le plan visuel, Dubuc puise son inspiration chez les maîtres de la Renaissance (notamment Piero della Francesca), mais surtout chez les artistes allemands de la Nouvelle Objectivité : Otto Dix, George Grosz, Max Beckmann. Il découvre leur travail lors de ses séjours en Allemagne et de visites d'expositions à Paris, comme « Les Réalismes » au Centre Pompidou en 1981,.
Ses œuvres présentent aussi des affinités avec Manet, Degas, ou encore Edvard Munch, notamment dans l'expression des états psychiques par la posture des personnages et la mise en scène de la solitude. Dubuc lui-même évoque dans une lettre l'importance de « se représenter dans l'espace » pour « dessiner les limites » de son univers intérieur.

## Expositions personnelles et collectives
- Salon de la Jeune Peinture : Paris (France), Établissement public du Grand Palais, février 1985 (« L'Accident »)[5]
- Salon de la Jeune Peinture : Paris, Grand Palais, février 1986 (« Autoportrait au bar »)[5]
- Salon de la Jeune Peinture : Paris, Grand Palais, 3–23 février 1987[5]
- Galerie Junger Künstler, Mannheim (Allemagne), 18 mars – 24 avril 1987[5]
- Hôtel de Ville de Savigny-le-Temple, « Poésimage », 19 septembre – 8 octobre 1987[5]
- Centre culturel de Bruxelles, Bruxelles (Belgique), 21 janvier – 5 mars 1989[5]
- Centre d'animation Maurice Ravel, Paris, 10–30 septembre 1990[5]
- La Mouette Rieuse, Paris, 10 janvier – 6 février 1990[5]
- Ferme du Coulevrain, « Dix ans de Poésimage », Savigny-le-Temple, 4–31 mai 1991[5]
- L'Atelier 7, Castres, 10–30 septembre 1993[5]
- Saint-Menoux (France), Compagnie du chant des possibles – La Grange, 5–9 juillet 1998[5]
- Galerie Étienne de Causans, Paris (exposition commémorative), 22 mars – 2 avril 2007[5]
- Passage d'Encres, Romainville, 30 mai – 1er juin 2008[5]
- Galerie L'Œil du Huit, Paris, 4–23 octobre 2011[5]
- Galerie de la Voûte, Paris, 7 janvier – 2 février 2016[10]
- Musée Carnavalet, Paris, accrochage de l'œuvre « Autoportrait au bar », 2023[5]
- MAC VAL (Musée d'Art contemporain du Val-de-Marne), accrochage de 12 œuvres, 2023[5]
- MAC VAL, accrochage du tableau « L'Accident » dans l'exposition « Humain Autonome : Déroutes », 2024[5]
- Musée d'Art moderne de Paris, présentation de 22 œuvres, 2024[5]

Des donations ont été faites d'une partie de son œuvre :
- 10 œuvres au Musée d'Art moderne de Paris ;
- 5 œuvres au Musée Carnavalet de Paris ;
- 3 œuvres au Musée d'Art moderne et contemporain de Strasbourg ;
- une nouvelle donation est en cours pour le MAC VAL du Val-de-Marne[8].